# Андреа Барцаљи
Андреа Барцаљи (итал. Andrea Barzagli; Фиесоле, 8. мај 1981) бивши је италијански фудбалер. Играо је на позицији одбрамбеног играча. Од 2004. до 2017. Барцаљи је наступао за репрезентацију Италије са којом је освојио Светско првенство у фудбалу 2006. у Немачкој.
Са репрезентацијом Италије узраста до 21. године освојио је Европско првенство 2004. године, победивши у финалу репрезентацију Србије и Црне (3:0).

## Трофеји

### Клупски
Волфсбург
- Првенство Немачке (1) : 2008/09.

Јувентус
- Првенство Италије (8) : 2011/12, 2012/13, 2013/14, 2014/15, 2015/16, 2016/17, 2017/18, 2018/19.
- Куп Италије (4) : 2014/15, 2015/16, 2016/17, 2017/18.
- Суперкуп Италије (4) : 2012, 2013, 2015, 2018.
- Лига шампиона : финале 2014/15, 2016/17.

### Репрезентативни
Италија
- Светско првенство (1) : 2006.
- Европско првенство до 21. године (1) : 2004.